# La Roca d'en Mascaró
La Roca d'en Mascaró és una muntanya de 676 metres que es troba al municipi de Canet d'Adri, a la comarca del Gironès.